# Malwana
Malwana és una ciutat de 36.050 habitants (estimació de 2011) a la Província Occidental de Sri Lanka.. Està situada en les ribes del riu Kelani, 14 km del nord-oest de Colombo. És part del districte de Gampaha i de la circumscripció electoral de Biyagama. Reconeguda a tot arreu de Sri Lanka per l'exòtica fruita rambutan que creix a l'àrea, Malwana forma part de la zona de lliure comerç de Biyagama on els incentius del govern han portat inversors de tot el món per establir fabriques de roba i indústries lleugeres. L'àrea musulmana de Malwana existeix amb diverses sub-àrees com Raxapana, Vidanagoda, Malwana- Ciutat, Daluggala, Thottam, Pallam, Kandawatta, Burulapitiya, Rajamalwatta, Malwatta, Walgama, Ulahitiwala, Pelangahawatta, Paaluwatta, Yatihena i altres àrees Yabaraluwa, Mapitigama, Barukanda, Wekanda, Nagahawatta.
Sota domini portuguès fou residència reial (fins que el rei fou traslladat a Colombo) i hi van residir també diversos governadors.